# Ramir Bascompte i Cirici
Ramir Bascompte i Cirici   (segle XX) va ser un director i productor de teatre català. Als anys 50 del segle xx va dirigir el grup Palestra de Arte Dramático, tot estrenant peces de Teatre de Cambra. Posteriorment, va gestionar el Teatre Candilejas de la Rambla de Catalunya.

## Trajectòria professional
Director
- 1964. El rapto de Elena, original de Xavier Fàbregas. Estrenada al teatre Candilejas
- 1967. Born Yesterday (Nascuda ahir). Teatre Candilejas. Amb Alicia Tomás.
- 1971. El clarinete. Teatre Calderón de Barcelona. Amb Rosa Maria Sardà.
- 1973. Timon d'Atenes de Shakespeare. Teatre Grec de Barcelona.

Adaptador
- 1953. La isla del tesoro. Estrenada al teatre CAPSA de Barcelona.
- 1960. La torre i el galliner, original Vittorio Calvini, amb diàlegs de Xavier Regàs. Estrenada al teatre Candilejas de Barcelona, per la companyia de Joan Capri. Direcció d'Antoni Chic.